# Габдрахманов, Раис Бикмухаметович
Раис Бикмухаметович Габдрахманов (баш. Рәйес Бикмөхәмәт улы Ғабдрахманов; 1918—1988) — башкирский писатель и поэт, журналист. Член Союза писателей СССР (1956).

## Биография
Габдрахманов Раис Бикмухаметович родился 3 октября 1918 года в деревне Кучербаево Белебеевского уезда Уфимской губернии.
В 1933 году окончил семилетнюю школу и поступил учиться на рабфак имени Б. Нуриманова в Уфе. В 1937—1938 годы преподавал в школе Благоварского района.
С 1939 года работал в должности литературного сотрудника газет «Ленинсы», «Коммуна», «Сталин юлы» (ныне «Знамя труда»).
В годы Великой Отечественной войны жил в городе Свердловске и работал на заводе «Уралмаш» .
В 1945—1952 гг. являлся литературным сотрудником и ответственным секретарём газеты «Кызыл тан».
В 1952—1957 гг. работал в Башкирском книжном издательстве в должности старшего редактора.
В 1957—1978 гг. с перерывами являлся сотрудником редакции журнала «Хэнэк».

## Творческая деятельность
Первые стихи Раиса Габдрахманова были опубликованы в республиканских периодических газетах в 1930-х гг. А в 1951 году вышел первый сборник рассказов «Яңы билдәләр» («Новые приметы»). Духовные чаяния и устремления юного поколения граждан писатель описывает в сюжетах книг «Самый близкий друг» (1954), «Ауыл малайы» («Деревенский мальчик»; 1956), «Мажаралы юл» («Дорога приключений»; 1958), «Заветное поручение» (1959), «Таинственные причуды» (1962), «Верба» (1974), «За белыми туманами» (1976), «Первый буран» (1978) и многих других сборниках рассказов и повестей.
Особое место в творчестве Раиса Габдрахманова занимает ряд повестей и рассказов для взрослых. В его повести «Ҡаңғылдашып ҡаҙҙар киткәндә» («Когда улетают дикие гуси»; 1961) автором поднимаются проблемы гуманизма, человечности, борьбы за человека со сложной судьбой.
Раис Габдрахманов также является автором книги сказок «Дед Труд и дед Почёт», «Биш батырҙың алты ейәне» («Шесть внуков пяти богатырей»; 1964), фантастических повестей и рассказов, пьесы для школьных театров.

## Книги
- Ҡаңғылдашып ҡаҙҙар киткәндә, Өфө, 1961.
- Дорога приключений, М., 1961.
- Аҡ томандар артында, Өфө, 1976.